# نائیرا موسیسیان
نائیرا موسیسیان (ارمنی: Նաիրա Մովսիսյան؛ انگلیسی: Naira Movsisian؛ زادهٔ ۷ ژوئن ۱۹۷۷) شطرنج‌باز زن اهل ارمنستان است که دارنده عناوین استاد بین‎‌المللی زنان و استادبزرگ زنان می‌باشد.

## زندگی‌نامه
در 7 ژوئن 1977 به دنیا آمد